# Calathusa cyrtosticha
Calathusa cyrtosticha är en fjärilsart som beskrevs av Turner 1929. Calathusa cyrtosticha ingår i släktet Calathusa och familjen trågspinnare. Inga underarter finns listade i Catalogue of Life.